# Egmontpark (Brussel)
Het Egmontpark (Frans: Parc d'Egmont) is een publiek park in Brussel, gesitueerd tussen de Wolstraat, de Grotehertstraat, de Waterloolaan en het Egmontpaleis. Het park heeft een oppervlakte van 1,5 hectare en is volledig omgeven door woningen.

## Geschiedenis
Het park was oorspronkelijk de tuin van het Egmontpaleis dat in de zestiende eeuw werd opgetrokken voor Francisca van Luxemburg en haar zoon Lamoraal van Egmont. In 1738 kocht Leopold Filips van Arenberg het kleine hof van Egmont en in 1752 het grote hof van zijn schoonbroer Procopo Pignatelli. Leopold Filips was immers getrouwd met Marie-Françoise Pignatelli (dochter van Maria Clara van Egmont en kleindochter van Lodewijk Filips van Egmont uit het Huis Egmont).  Het werd in opdracht van de Arenbergs van 1759 tot 1762 omgevormd tot een Franse tuin door de architect Giovanni Niccolò Servandoni. Het domein werd in 1830 heraangelegd door de architect Tilman-François Suys en in 1901 tot een park omgevormd door de architect Edmond Galoppin. In 1918 werd het park eigendom van de stad Brussel en in 1920 werd het park voor het publiek opengesteld.
Vanaf het park heeft men zicht op de zijkant van het Egmontpaleis. In het park bevinden zich verscheidene standbeelden, onder andere van Peter Pan en de prins van Ligne.

## Bezienswaardigheden
- De orangerie in het midden van het park, geconstrueerd tussen 1830 en 1839 door Tilman-François Suys voor de hertog van Arenberg. Het neoclassicistische rechthoekige gebouw met schilddak heeft aan de zuidkant zes glazen deuren.
- Naast de orangerie bevindt zich een grafheuvel die als ijskelder gebruikt werd en waarvan het bestaan reeds in 1752 werd genoemd.
- De Groote Pollepel, een oud middeleeuws waterreservoir dat oorspronkelijk in de wijk Isabelle et Terarken stond. Nadat deze oude wijk gesloopt was voor de aanleg van de Noord-Zuidverbinding werd het gebouw afgebroken en in 1954-1957 heropgebouwd in het zuidwestelijk gedeelte van het park. Dit gebouw speelde in het verleden een belangrijke rol voor de Brusselse watervoorziening.
- Nabij de Groote Pollepel bevinden zich zes zuilen die oorspronkelijk bij het Egmontpaleis hoorden en hier werden herplaatst nadat een brand in 1892 het paleis had verwoest.
- Het bronzen standbeeld van Peter Pan is een exacte kopie van het standbeeld dat in Kensington Gardens in Londen staat. Het werd door de beeldhouwer George Frampton aan de stad Brussel geschonken na het einde van de Eerste Wereldoorlog en in 1924 in het park geplaatst.
- Het standbeeld van de prins van Ligne werd in 1935 geplaatst ter gelegenheid van de 200ste verjaardag van diens geboorte.
- De Marguerite Yourcenardoorgang bevat 14 in steen gegraveerde citaten uit de roman Het hermetisch zwart van Marguerite Yourcenar.
- Op 28 september 2016 werd een Ginkgo Biloba in het Egmontpark officieel de Snuiterboom. De Snuiterboom vormt een aanvulling op het verhaal Grote Boom is ziek, een prentenboek om ernstige ziektes als kanker bespreekbaar te maken.[3]

## Fotogalerij

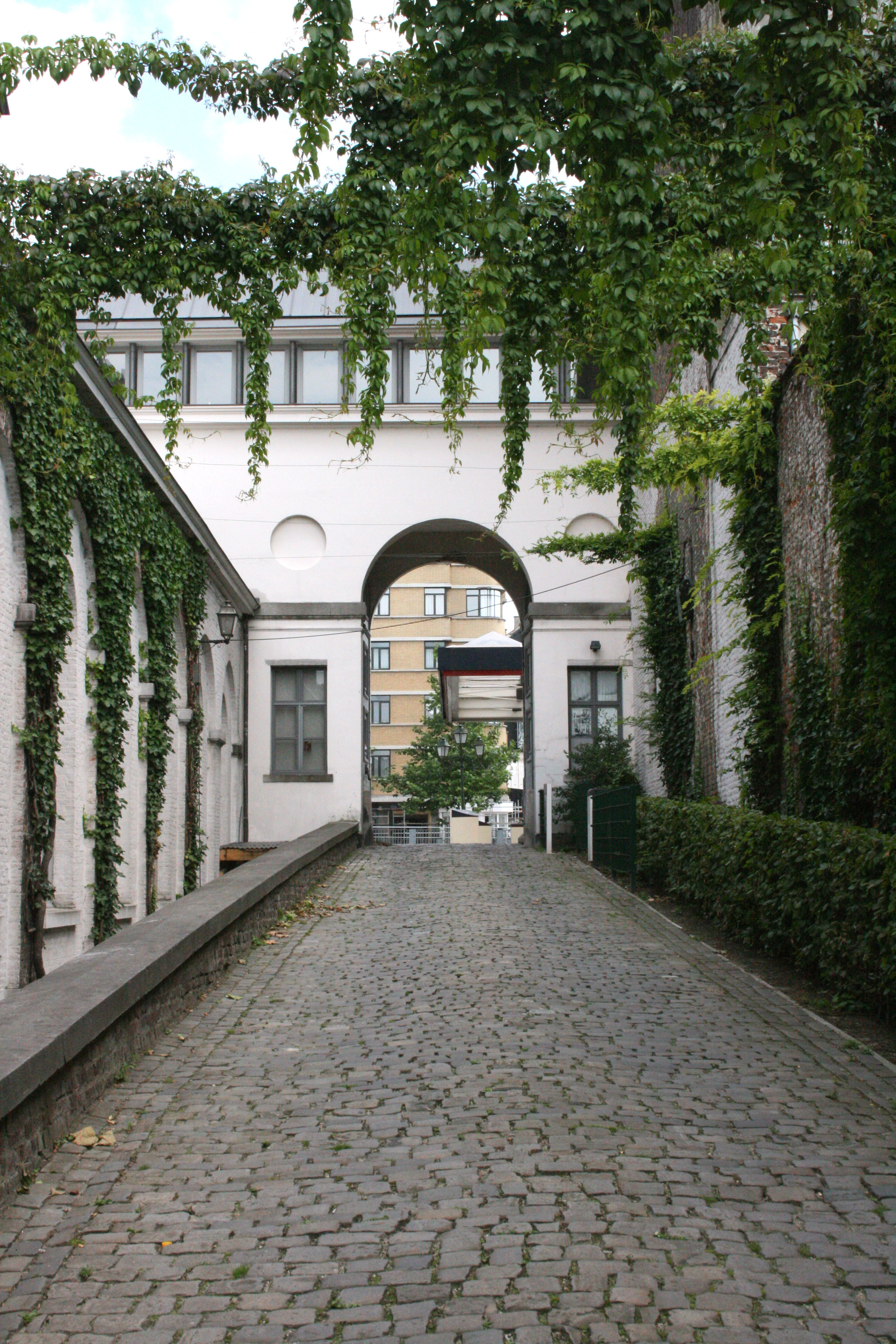
Ingang park aan de Waterloolaan
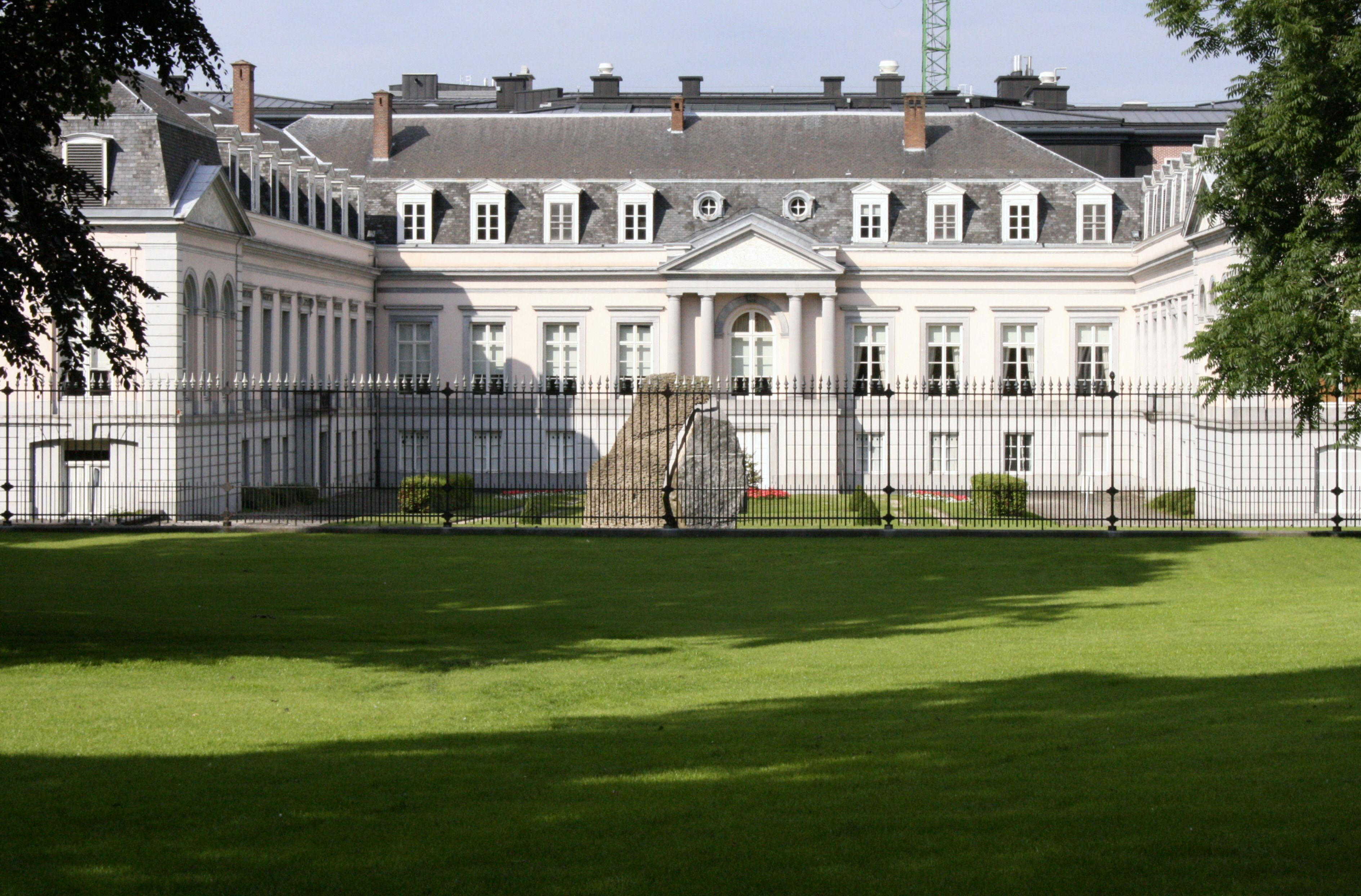
Gezicht op het Egmontpaleis en de tuinen van de "cour du sanglier"
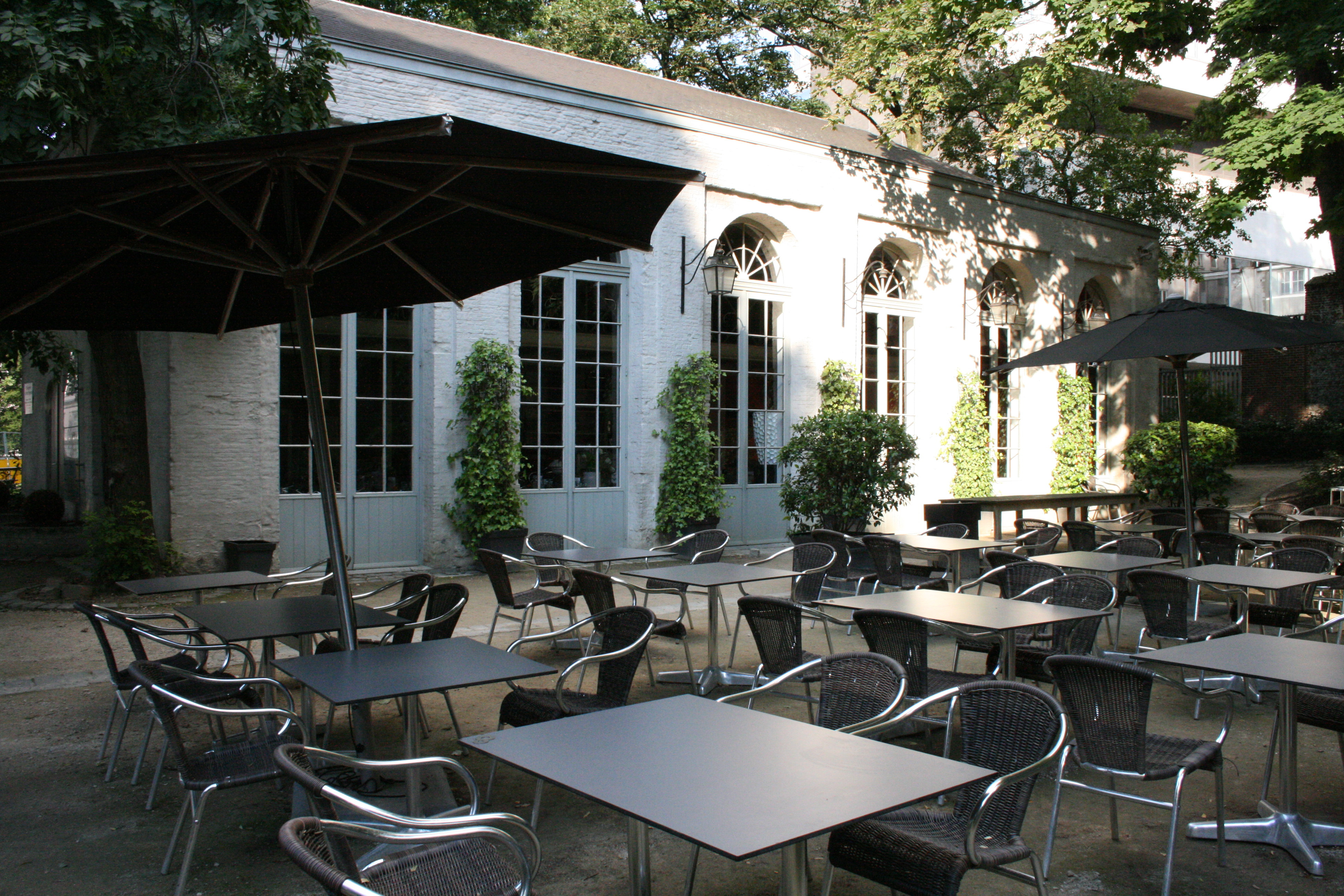
Orangerie
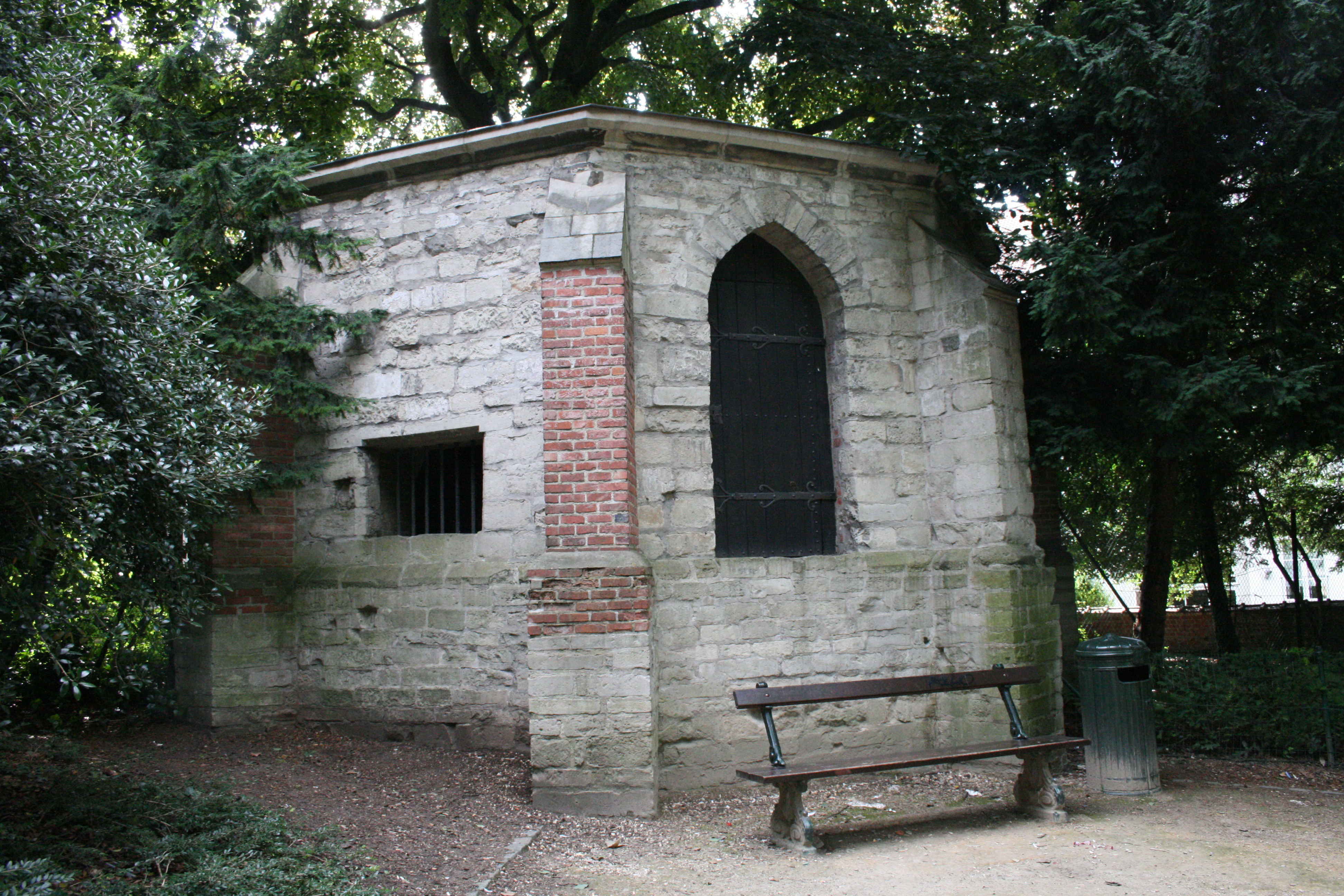
Groote Pollepel
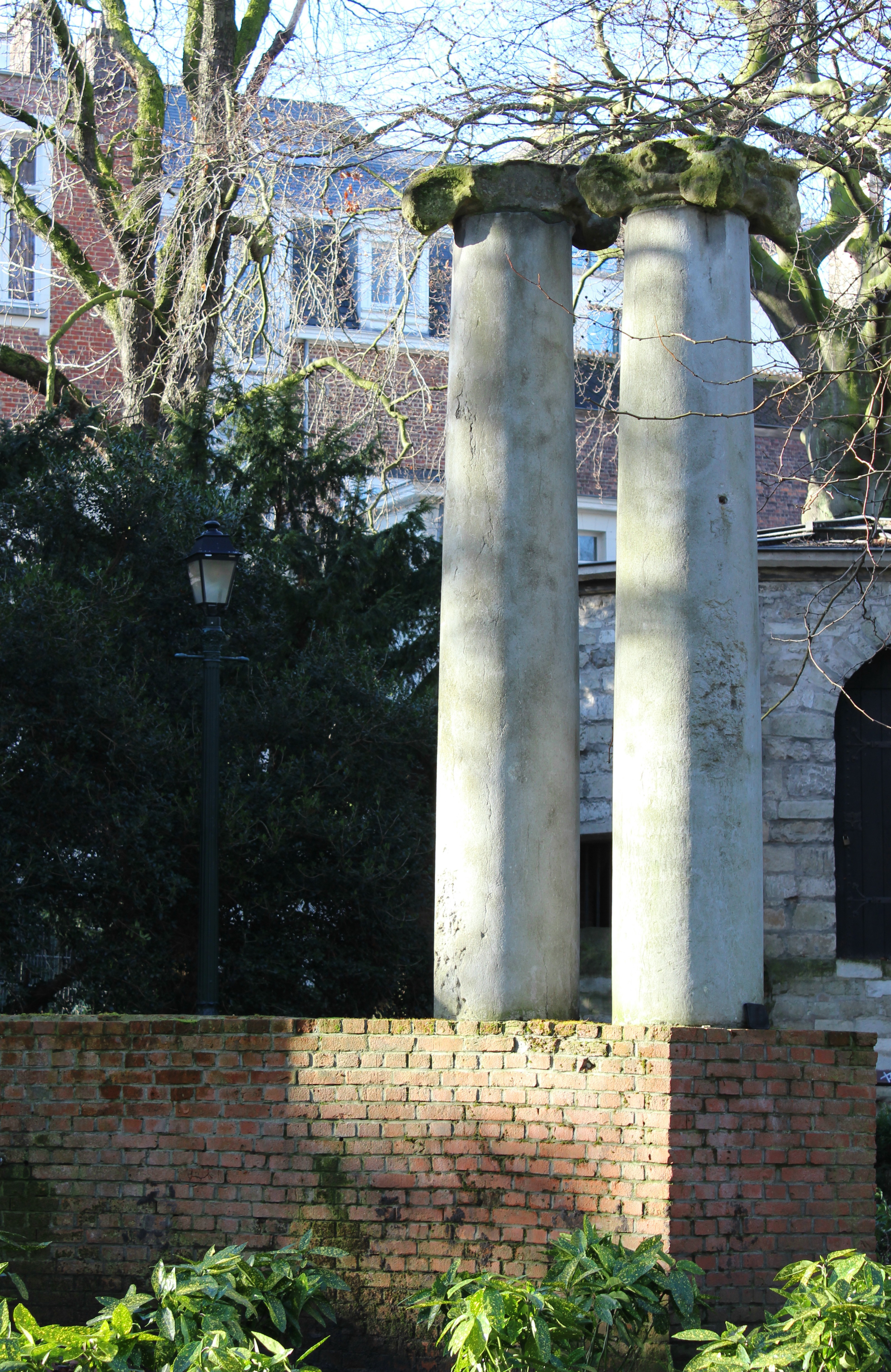
Iconische zuilen van het Egmontpaleis
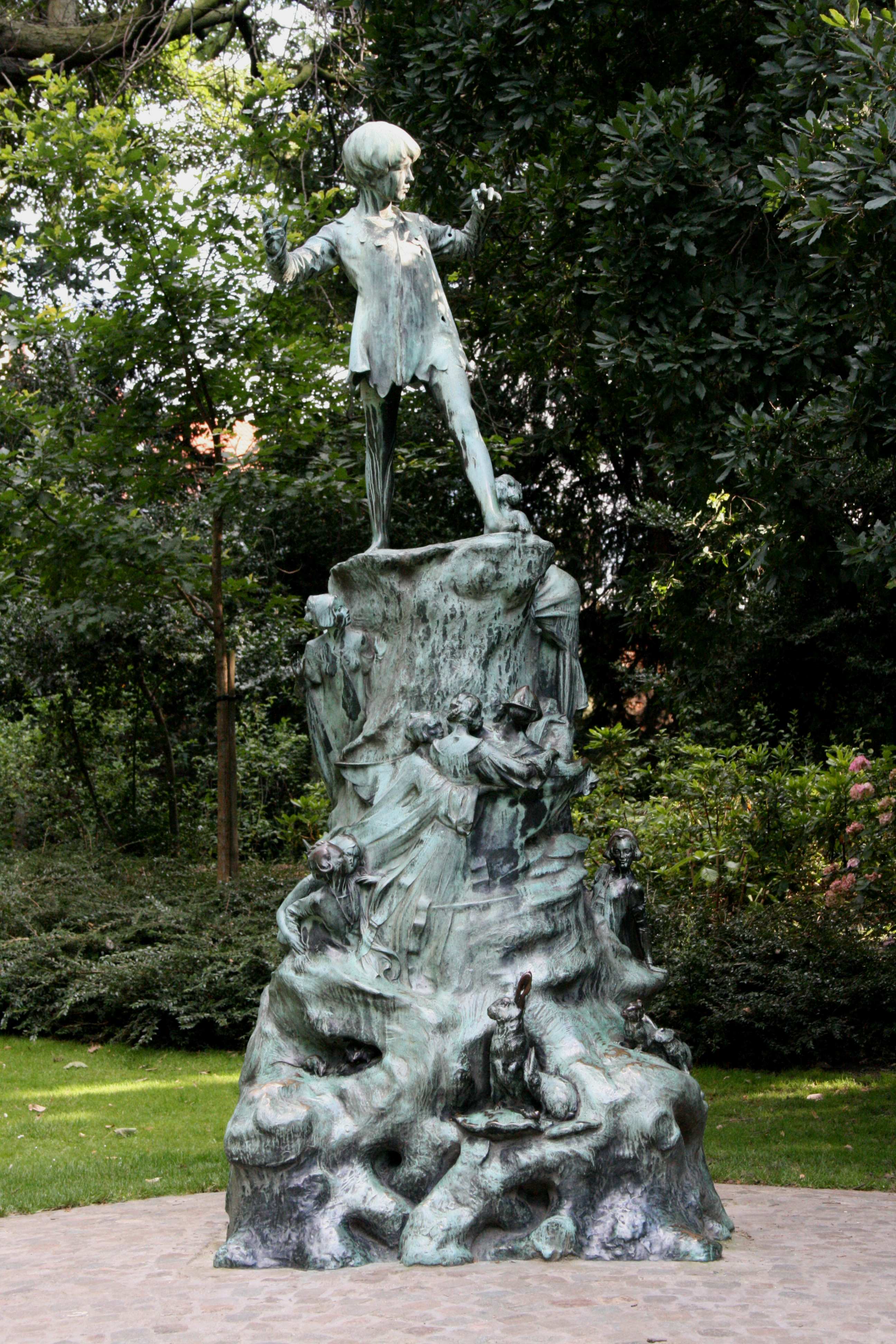
Standbeeld Peter Pan
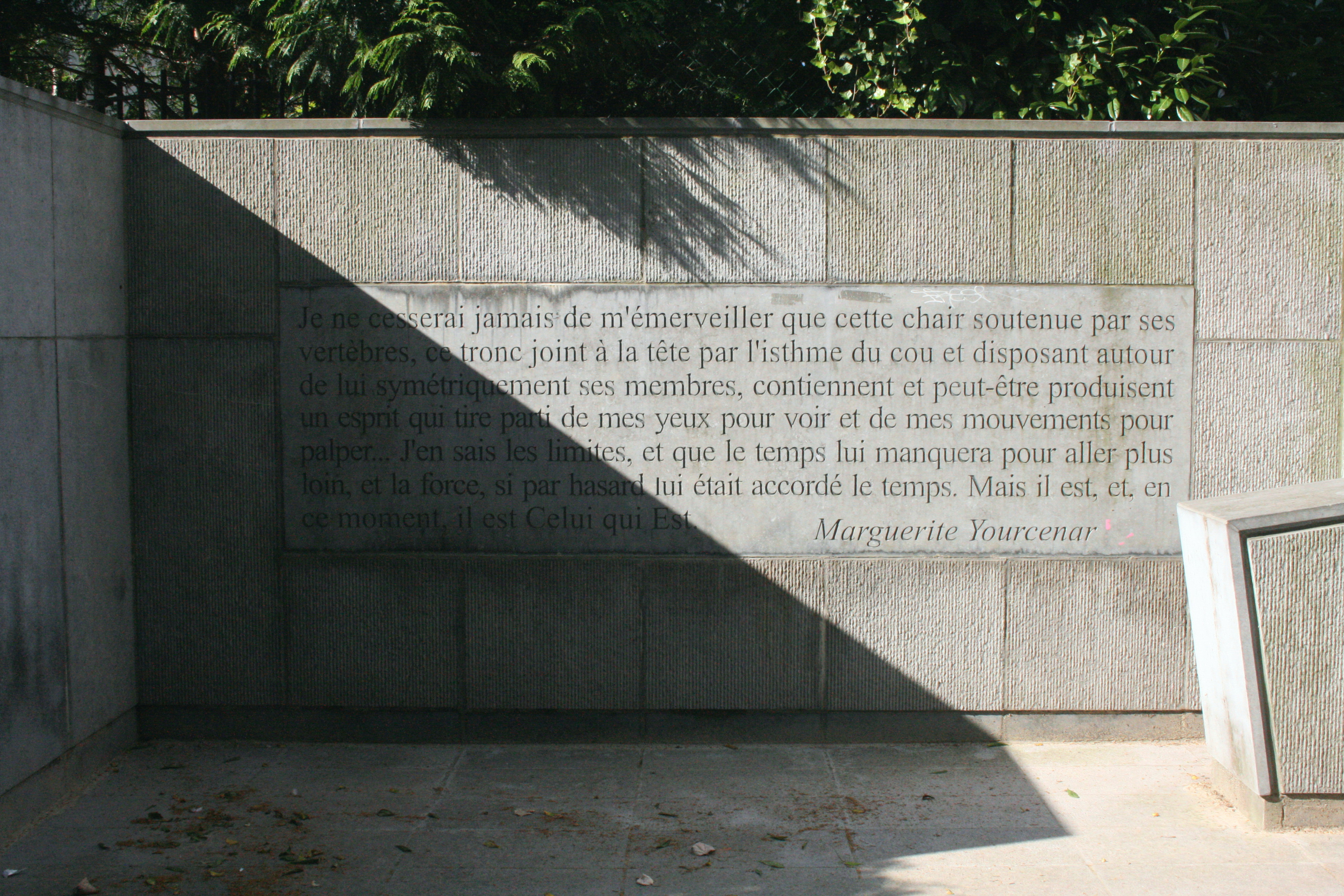
De passage Marguerite Yourcenar